# アンドロメダ座51番星
アンドロメダ座51番星（アンドロメダざごじゅういちばんせい、51 And）はアンドロメダ座の4等星である。

## 概要
オレンジ色の巨星で、太陽系からの距離は約177光年。
この星は、「プトレマイオスの星表」や「ティコの星表」などでは、もともとアンドロメダ座に属するものとされており、ペルセウス座φ星とともにアンドロメダーの右足とされていた。ところが、ヨハン・バイエルによって、ペルセウス座φ星ともども隣接するペルセウスの持つ剣とされ、ペルセウス座υ（ウプシロン）星とされた。この星がアンドロメダ座では5番目に明るいのにもかかわらず、アンドロメダ座としてのバイエル符号を持たないのはそのためである。
その後、ヨハネス・ヘヴェリウスによってペルセウス座からアンドロメダ座に戻され、ジョン・フラムスティードもこれを踏襲して 51 Andromedae とした。その後もフリードリヒ・ヴィルヘルム・アルゲランダーやエデュアルド・ハイスはペルセウス座の星としていたが、国際天文学連合により1930年に88星座の境界線が定められた際にアンドロメダ座に所属するものと確定した。

## 名称
学名は51 Andromedae (略称は51 And) 。バイエルの『ウラノメトリア』やヨハン・ボーデの『ウラノグラフィア』にはネンブス (Nembus) という固有名が見られる。バイエルは、Nembus を「剣や鎌のようなもの」としているが、アラビア語やラテン語にも nembus という言葉はなく、語源は不明である。2017年9月5日、国際天文学連合の恒星の命名に関するワーキンググループ (Working Group on Star Names, WGSN) は、アンドロメダ座51番星の固有名として、Nembus を正式に承認した。